# Alana Reid
Alana Reid (* 20. Januar 2005) ist eine jamaikanische Leichtathletin, die sich auf den Sprint spezialisiert hat. Ihr Vater ist der Fußballspieler Garfield Reid.

## Sportliche Laufbahn
Erste Erfahrungen bei internationalen Meisterschaften sammelte Alana Reid im Jahr 2021, als sie bei den U18-NACAC-Meisterschaften in San José in 23,78 s die Goldmedaille im 200-Meter-Lauf gewann und auch mit der jamaikanischen 4-mal-100-Meter-Staffel in 45,59 s die Goldmedaille gewann. Im Jahr darauf gewann sie bei den U20-Weltmeisterschaften in Cali in 22,95 s die Bronzemedaille über 200 Meter und 2023 siegte sie bei den CARIFTA Games in Nassau in 11,17 s im 100-Meter-Lauf sowie in 44,01 s auch im Staffelbewerb. Kurz zuvor stellte sie mit 10,92 s einen neuen jamaikanischen U20-Rekord über 100 Meter auf. Im August siegte sie bei den U20-Panamerikameisterschaften in Mayagüez in 11,33 s über 100 Meter und sicherte sich im Staffelbewerb in 45,23 s die Silbermedaille. Bei den World Athletics Relays 2024 auf den Bahamas sicherte sie der Staffel einen Startplatz bei den Olympischen Spielen in Paris. Dort belegte sie in 42,29 s im Finale den fünften Platz. Anschließend siegte sie bei den U20-Weltmeisterschaften in Lima in 11,17 s über 100 Meter sowie in 43,49 s auch in der 4-mal-100-Meter-Staffel.

## Persönliche Bestzeiten
- 100 Meter: 10,92 s (+1,0 m/s), 29. März 2023 in Kingston (jamaikanischer U20-Rekord)
- 200 Meter: 22,95 s (0,0 m/s), 5. August 2022 in Cali